# Anguilla megastoma
Anguilla megastoma és una espècie de peix pertanyent a la família dels anguíl·lids.

## Descripció
- El mascle pot arribar a fer 100 cm de llargària màxima.
- La femella pot fer 165 cm i pesar 9 kg.
- Nombre de vèrtebres: 110-114.
- La pell és de color gris a groguenc i, més o menys, tacada de marró o negre.
- El ventre és blanc.
- Els exemplars joves són de color gris i no tenen taques.[4][5]

## Hàbitat
És un peix d'aigua dolça, salabrosa i marina; demersal; catàdrom i de clima tropical (1°S-25°S).

## Distribució geogràfica
Es troba al Pacífic: des de Sulawesi (Indonèsia) fins a les illes de la Societat. També és present a Pitcairn.

## Observacions
És inofensiu per als humans.